# Lazzati
Lazzati is een historisch merk van motorfietsen.
De bedrijfsnaam was Lazzati & Co., Milano.
Lazzati was een van de eerste Italiaanse motorproducenten. Lazzati bouwde van 1899 tot 1904 De Dion-motoren achter de pedalen in versterkte fietsframes. Waarschijnlijk was constructeur Lazzati tegelijkertijd bij het merk Figini & Lazzati betrokken.